# 日本壁
日本壁（にほんかべ）は、日本の伝統的な建築技術によって作られた壁で表面を土で仕上げた古式京壁と漆喰で仕上げた漆喰壁の総称。

## 京壁
京壁は仕上げに色土（京土）を使用した日本壁である。代表的な色土に茶室などに用いる「聚楽水捏ね」や土塀などに用いる「錆壁」がある。

## 漆喰壁
漆喰（土と消石灰を練り合わせたもの）を使用した日本壁である。城郭、神社仏閣、土蔵、土塀などに使用される。
優れた調湿性がある。特性として漆喰壁は硬化時に二酸化炭素を吸収する性質があるほか抗菌性（不活化率）もある。